# Coeliades
Coeliades is een geslacht van vlinders van de familie van de dikkopjes (Hesperiidae), uit de onderfamilie van de Coeliadinae. De soorten van dit geslacht komen voor in tropisch Afrika.

## Soorten
- C. aeschylus (Plötz, 1884)
- C. anchises (Gerstaecker, 1871)
- C. bixana Evans, 1940
- C. bocagii (Sharpe, 1893)
- C. chalybe (Westwood, 1852)
- C. fervida (Butler, 1880)
- C. fidia Evans, 1937
- C. forestan (Stoll, 1782)
- C. hanno (Plötz, 1879)
- C. iphis (Drury, 1773)
- C. keithloa (Wallengren, 1857)
- C. kenya Evans, 1937
- C. libeon (Druce, 1875)
- C. lorenzo Evans, 1947
- C. lucagus (Cramer, 1777)
- C. menelik (Ungemach, 1932)
- C. pansa (Hewitson, [1867])
- C. pisistratus (Fabricius, 1793)
- C. rama Evans, 1937
- C. sejuncta (Mabille & Vuillot, 1891)